# تريبواير إنتراكتيف
تريبواير إنتراكتيف (بالإنجليزية: Tripwire Interactive LLC)‏، هي شركة أمريكية لإنتاج وتطوير ونشر ألعاب الفيديو، أسست الشركة سنة 2005م، وتقع مقرها في مدينة روزويل بولاية جورجيا الأمريكية، اشتهرت بإنتاج لعبة فيديو كيلنغ فلور.

## الموقع الخارجي
الموقع الرسمي
 (بالانكليزية)